# Carmen, Jr.
Carmen, Jr. è un cortometraggio muto del 1923 diretto da Alfred J. Goulding. Interpretato da Baby Peggy, una popolare attrice bambina dell'epoca, è una parodia della Carmen.

## Produzione
Il film fu prodotto dalla Century Film. Venne girato nella Missione San Fernando Rey, al 15151 San Fernando Mission Boulevard, Mission Hills, Los Angeles.

## Distribuzione
Distribuito dall'Universal Pictures, il film - un cortometraggio di undici minuti - uscì nelle sale cinematografiche USA il 29 agosto 1923.